# Heinrich Schütz
Heinrich Schütz   (Bad Köstritz, 8 d'octubre de 1585 (Julià) - Dresden, 6 de novembre de 1672 (Julià)) va ser un organista i compositor alemany. Compositor eclèctic i multiforme, encarna el més pur ideal de la música barroca alemanya, impregnat d'esperit humanístic i no aliè a l'italià. Considerat el més gran autor de música coral del seu temps, juntament amb Monteverdi, és considerat el més important precedent de Bach entre els alemanys.
Va escriure la primera òpera alemanya, Dafne, estrenada a Torgau el 1627. La partitura d'aquesta obra s'ha perdut.

## Biografia
Schütz va néixer a Köstritz, Turíngia. El seu talent musical va ser descobert pel noble Maurici I de Hessen-Kassel l'any 1599. Després de formar part d'un cor d'infants a Kassel sota la guia de Georg Otto Torgensis, va viatjar a estudiar lleis a Marburg, i després es va establir a Venècia entre 1609 i 1613, per a estudiar música amb Giovanni Gabrieli. Posteriorment va realitzar una breu pràctica com a organista a Kassel, per a traslladar-se a Dresden l'any 1615, on va treballar com a compositor de la cort de l'Elector de Saxònia, on el 1617 fou nomenat mestre de capella substituint a Rogier Michael. Allà va tenir entre els seus alumnes el seu nebot Heinrich Albert, que més tard seria un gran compositor i un molt bon poeta.
Va mantenir el seu lloc a Dresden fins al fi de la seva vida (posant la llavor del que actualment és la Capella de l'Estat de Dresden), però va deixar la ciutat en diverses ocasions: l'any 1628 va viatjar a Venècia on possiblement es va entrevistar amb Claudio Monteverdi – fins i tot s'especula que va estudiar amb ell – i el 1633, després de la Guerra dels trenta anys va interrompre el seu treball a la cort de Saxònia i va acceptar un treball a Copenhaguen.
Va retornar a Dresden l'any 1641, on donà lliçons de música a molts alumnes, entre ells a Johann Vierdanck o Johann Jacob Löwe, i on i hi va romandre fins a la seva mort. Va morir l'any 1672, als 87 anys.

## Estil
Les obres de Schütz mostren la influència dels seus dos principals mestres, Gabrieli i Monteverdi. A més, va rebre la influència dels compositors de l'escola holandesa del segle xvi.
La seva principal aportació es troba en el camp de la música sacra, des d'obres per a solistes amb acompanyament instrumental fins a música coral a cappella. Els seus treballs més representatius inclouen els seus tres llibres de Simfonies Sacres, els "Salms de David", les "Set paraules de Jesucrist en la Creu" i les seves tres sèries de Passions.
La música de Schütz, que en un principi va resultar progressista, va derivar en un estil simple i molt auster, culminant amb les seves últimes Passions. Algunes consideracions pràctiques permeten entendre les causes d'aquesta evolució: la Guerra dels 30 anys va devastar la infraestructura musical d'alemanya, i no existien els mitjans per a interpretar les obres gegantines a l'estil de l'escola Veneciana, característiques dels seus primers treballs.
Schütz va ser un dels últims compositors que va escriure en un estil modal, amb harmonies no funcionals sovint resultants del joc entre les veus. En contrast, molta de la seva música mostra una forta espenta tonal pel que fa encara a les cadències. La seva música fa un ús intensiu de la imitació, en la que les entrades se succeeixen en orde irregular i en intervals variats. Una característica divertida de Schütz és la creació d'intenses dissonàncies causades pel moviment correcte de dos o més veus a través d'una harmonia implícita. Sobretot, la seva música mostra una sensibilitat extrema pels accents i significats del text, el que sovint és articulat usant figures tècniques especials preses de la música poètica, que al seu torn deriven de les figures verbals dels retòrics clàssics.
Quasi no ha sobreviscut música secular de Schütz, excepte unes poques cançons domèstiques (arien) i cap música purament instrumental (llevat que es compatibilitzen com a tal els breus moviments instrumentals titulats Simfonia, que tanquen els diàlegs en Les set paraules). Malgrat això, Schütz té la reputació d'haver estat un dels millors organistes d'Alemanya.
La influència de Schütz va ser molt important per portar noves idees musicals des d'Itàlia, influència que va mantenir sobre els compositors que el van seguir. L'estil de l'escola d'orgue del nord alemany deriva en gran manera de l'obra de Schütz, així com de Jan Pieterszoon Sweelinck. Un Segle després, el seu llegat culminaria en l'obra de Johann Sebastian Bach.

## Obres

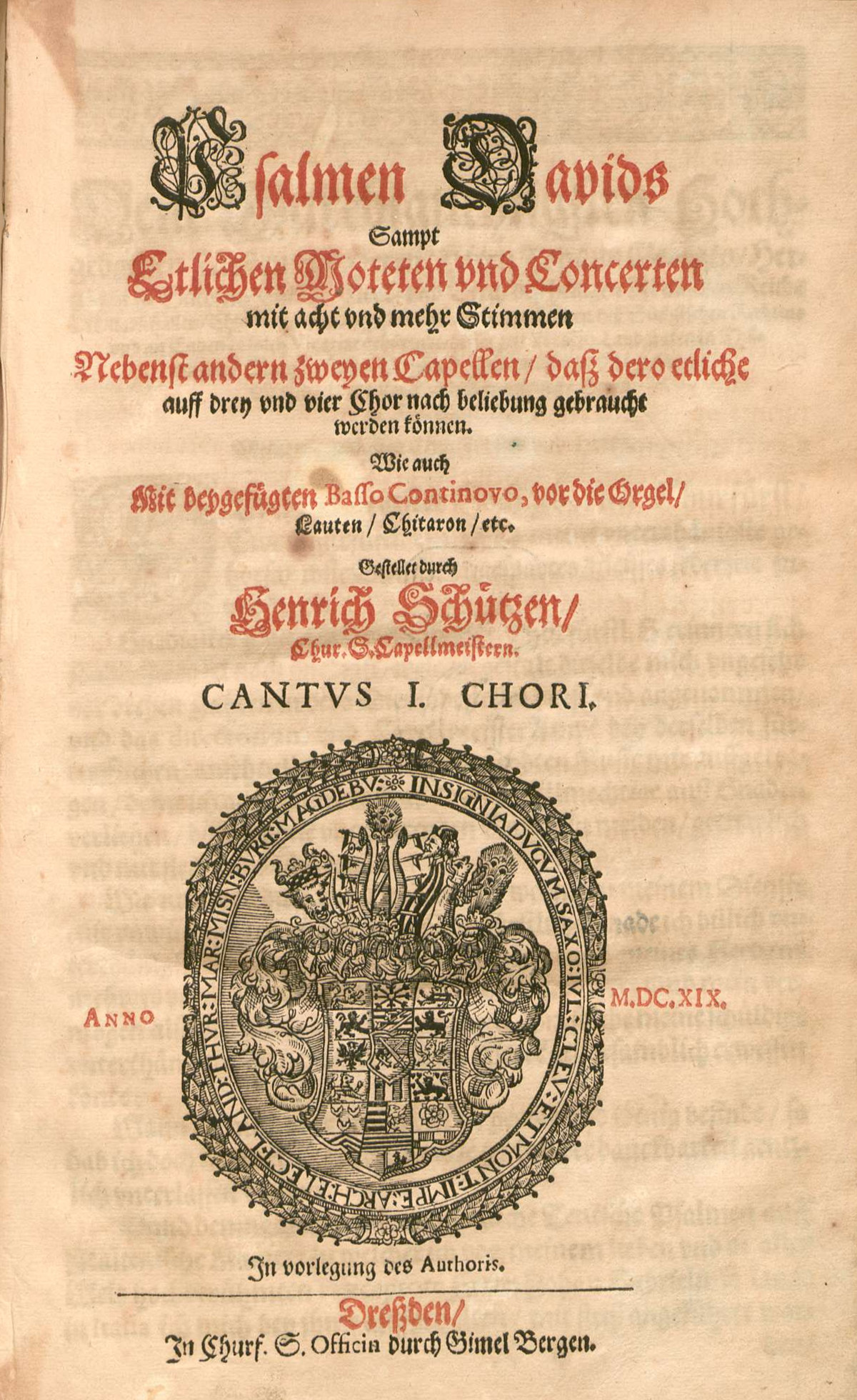
Psalmen Davids

Els següents són treballs publicats. Molts d'ells contenen múltiples peces musicals: en total hi ha més de 500 obres conegudes de Schütz.
- Il primo libro de madrigali (primer llibre de madrigals) (Venècia, 1611)
- Psalmen Davids (Llibre 1) (Dresden, 1619)
- Historia Der frölichen und siegreichen Aufferstehung ... (Història de la Resurrecció de Jesús) (Dresden, 1623)
- Cantiones sacrae (Freiberg, 1625)
- Psalmen Davids (Llibre 2) (Freiberg, 1628)
- Symphoniae sacrae (Llibre 1) (Venècia, 1629)
- Musicalische Exequien (Exèquies musicals) (Dresden, 1636)
- Kleiner geistlichen Concerten (Llibre 1) (Leipzig, 1636)
- Symphoniae sacrae (Llibre 2) (Dresden, 1647)
- Geistliche Chor-Music (Dresden, 1648)
- Symphoniae sacrae (Llibre 3) (Dresden, 1650)
- Zwölff geistliche Gesänge (Dresden, 1657)
- Psalmen Davids (Revisió del llibre 2) (Dresden, 1661).